# 은여울초등학교
은여울초등학교는 대한민국 경기도 김포시에 있는 신설 공립 초등학교이다. 

## 연혁
- 2019년 3월 1일 : 개교
- 2019년 3월 1일 : 초대 최계윤 교장선생님 부임
- 2020년 1월 7일 : 제 1회 졸업식
- 2021년 1월 12일 : 제 2회 졸업식
- 2021년 3월 1일 : 제 2대 박동권 교장선생님 부임
- 2022년 1월 7일 : 제 3회 졸업식
- 2023년 3월 1일 : 제3대 이종렬 교장선생님 부임